# Charles Correa

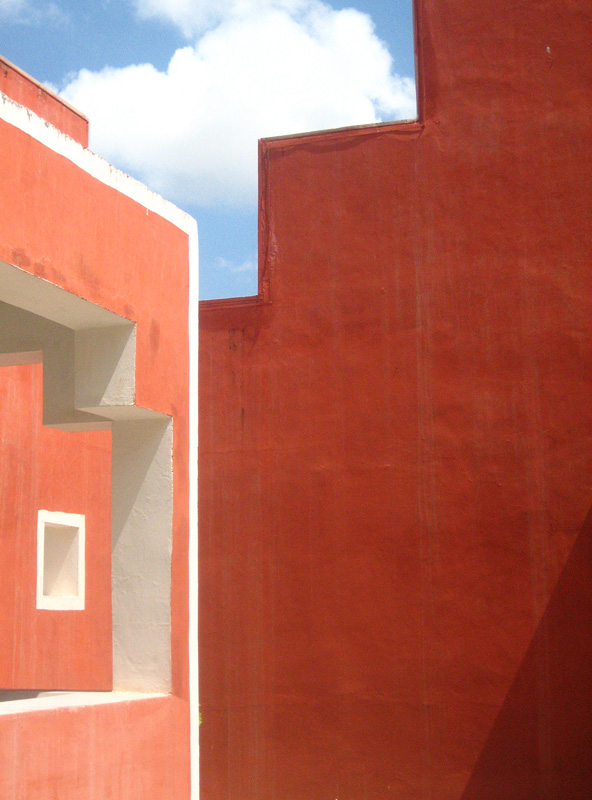
Jawahar Kala Kendra, progettato da Charles Correa, in Jaipur (Rajasthan).

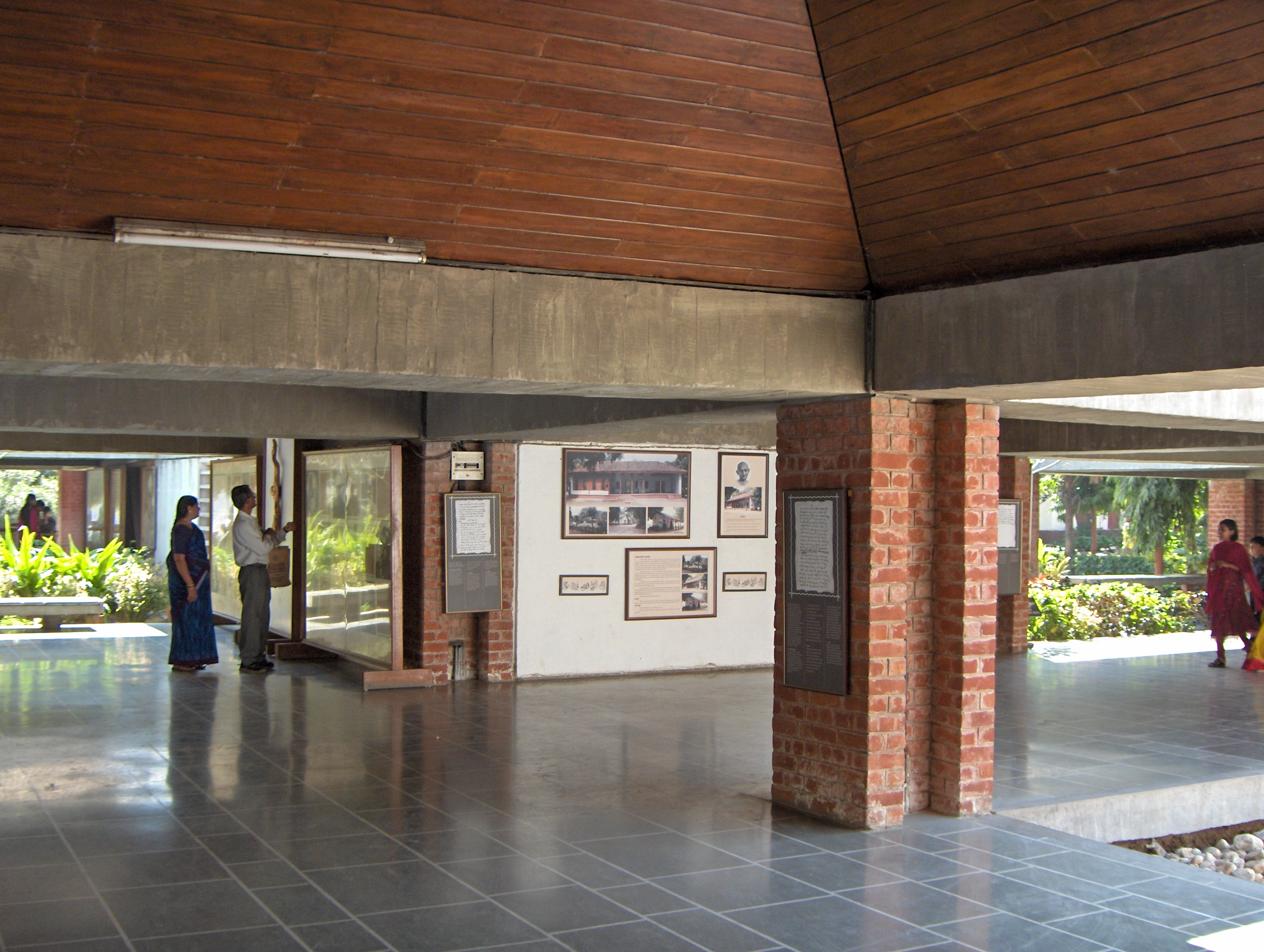
Mahatma Gandhi Memorial, alla Sabarmati Ashram (Ahmedabad)

Charles Correa (Hyderabad, 1º settembre 1930 – Mumbai, 16 giugno 2015) è stato un architetto, urbanista e attivista indiano.

## Biografia

### Riassunto della sua vita
Charles Correa è nato a Secunderabad, in India. Ha studiato architettura presso l'Università del Michigan e il MIT dopodiché ha stabilito uno studio privato a Bombay nel 1958.

### Carriera
Charles Correa è una figura di spicco dell'architettura contemporanea in tutto il mondo. Con i suoi straordinari e stimolanti disegni, ha svolto un ruolo fondamentale nella creazione di un'architettura per la post-indipendenza dell'India. Tutto il suo lavoro, dal curato e dettagliato Mahatma Gandhi Memorial Museum a Ahmedabad alla torre appartamento Kanchanjunga a Mumbai, la Jawahar Kala Kendra a Jaipur, la progettazione di Navi Mumbai, il MIT's Brain e il Cognitive Sciences Centre di Boston, e, più recentemente, il Centro Champalimad per l'Ignoto di Lisbona, pone particolare enfasi sulle risorse prevalenti, l'energia e il clima come determinanti principali l'ordinamento dello spazio.
Nel corso degli ultimi quattro decenni, Correa ha svolto un lavoro pionieristico in questioni urbane e nel dare un riparo a basso costo alle popolazioni del Terzo mondo. Dal 1970-1975, è stato Capo Architetto per Navi Mumbai, un centro di sviluppo urbano di 2 milioni di persone, di fronte al porto della città esistente. Nel 1985, il primo ministro Rajiv Gandhi lo ha nominato presidente della Commissione nazionale per l'urbanizzazione.
Nel 1984, ha fondato il prestigioso Urban Design Research Institute di Bombay, che fino ad oggi è dedicato alla protezione dell'ambiente e al miglioramento delle comunità urbane. Ha inoltre progettato gli edifici distintivi della National Crafts Museum, Nuova Delhi (1975-1990), Bharat Bhavan Bhopal, British Council, Delhi (1987-1992).
Dal 2005 al 2008 è stato Presidente della Commissione dell'Arte Urbana di Delhi. In seguito, nel 2008 ha dato le dimissioni.

## Premi
- Royal Gold Medal dal RIBA (1984).
- Acclamato per il suo progetto McGovern Institute for Brain Research al MIT.
- La Padma Vibhushan (2006) e la Padma Shri (1972).